# Wills Sainte Claire

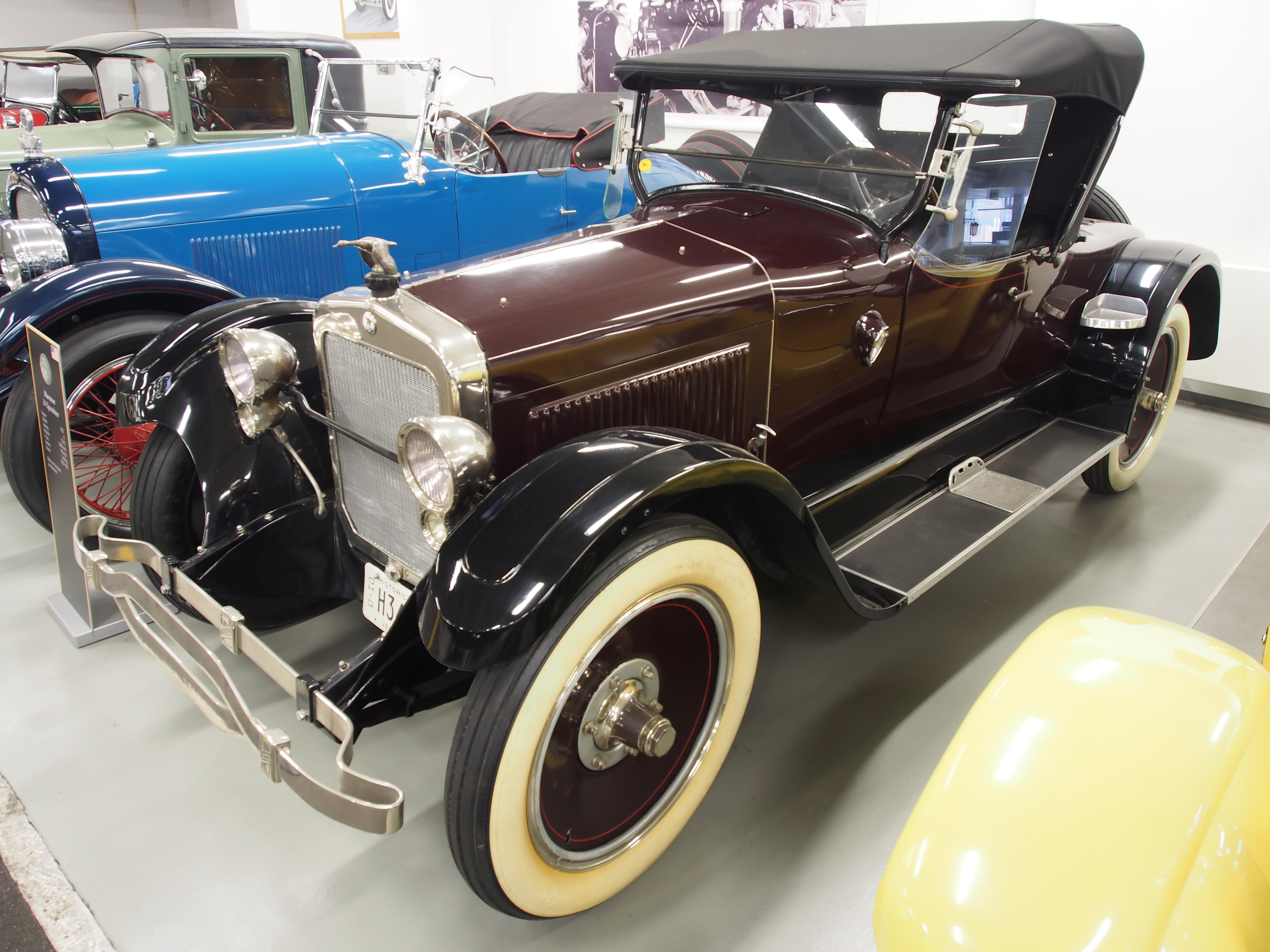
Wills Sainte Claire 1921.

Wills Sainte Claire var en amerikansk biltillverkare som byggde bilar i Marysville, Michigan mellan 1919 och 1927.